# Гориславиці
Гориславіце (пол. Gorysławice) — село в Польщі, у гміні Віслиця Буського повіту Свентокшиського воєводства.
Населення — 407 осіб (2011).
У 1975-1998 роках село належало до Келецького воєводства.

## Демографія
Демографічна структура на день 31 березня 2011 року:
|          | Загалом | Допрацездатний вік | Працездатний вік | Постпрацездатний вік |
| -------- | ------- | ------------------ | ---------------- | -------------------- |
| Чоловіки | 200     | 28                 | 143              | 29                   |
| Жінки    | 207     | 29                 | 126              | 52                   |
| Разом    | 407     | 57                 | 269              | 81                   |